# Hafsat Mohammed Baba
 (mai 2025).
La mise en forme du texte ne suit pas les recommandations de Wikipédia : il faut le « wikifier ».
Les points d'amélioration suivants sont les cas les plus fréquents. Le détail des points à revoir est peut-être précisé sur la page de discussion.
- Les titres sont pré-formatés par le logiciel. Ils ne sont ni en capitales, ni en gras.
- Le texte ne doit pas être écrit en capitales (les noms de famille non plus), ni en gras, ni en italique, ni en « petit »…
- Le gras n'est utilisé que pour surligner le titre de l'article dans l'introduction, une seule fois.
- L'italique est rarement utilisé : mots en langue étrangère, titres d'œuvres, noms de bateaux, etc.
- Les citations ne sont pas en italique mais en corps de texte normal. Elles sont entourées par des guillemets français : « et ».
- Les listes à puces sont à éviter, des paragraphes rédigés étant largement préférés. Les tableaux sont à réserver à la présentation de données structurées (résultats, etc.).
- Les appels de note de bas de page (petits chiffres en exposant, introduits par l'outil «  Source ») sont à placer entre la fin de phrase et le point final[comme ça].
- Les liens internes (vers d'autres articles de Wikipédia) sont à choisir avec parcimonie. Créez des liens vers des articles approfondissant le sujet. Les termes génériques sans rapport avec le sujet sont à éviter, ainsi que les répétitions de liens vers un même terme.
- Les liens externes sont à placer uniquement dans une section « Liens externes », à la fin de l'article. Ces liens sont à choisir avec parcimonie suivant les règles définies. Si un lien sert de source à l'article, son insertion dans le texte est à faire par les notes de bas de page.
- La présentation des références doit suivre les conventions bibliographiques. Il est recommandé d'utiliser les modèles {{Ouvrage}}, {{Chapitre}}, {{Article}}, {{Lien web}} et/ou {{Bibliographie}}. Le mode d'édition visuel peut mettre en forme automatiquement les références.
- Insérer une infobox (cadre d'informations à droite) n'est pas obligatoire pour parachever la mise en page.

Pour une aide détaillée, merci de consulter Aide:Wikification.
Si vous pensez que ces points ont été résolus, vous pouvez retirer ce bandeau et améliorer la mise en forme d'un autre article.
Pour les articles homonymes, voir Baba.
Hafsat Mohammed Baba, née le 17 juillet 1957, est une ancienne commissaire aux services humains et au développement social de l'État de Kaduna. Elle a été renommée commissaire aux services humains et au développement social en juillet 2019 après avoir été commissaire aux affaires féminines et au développement social de 2017 à avril 2019. Le nouveau portefeuille de l'ancien ministère des affaires féminines et du développement social a été élargi pour inclure les services humains, le développement de la jeunesse et les arts et la culture, qui relevaient jusqu'à présent d'autres ministères.

## Biographie
Hafsat Baba est née le 17 juillet 1957 à Hadejia (aujourd'hui dans l'État de Jigawa), d'une famille originaire de Katsina. Elle commence l'école primaire à Sokoto, d'où elle rejoint le Queen of Apostles College (aujourd'hui Queen Amina College), car son père, qui était officier de santé, a été muté à Kaduna au début des années 70. 
Hafsat a suivi des études supérieures à l'école polytechnique de Kaduna, où elle a obtenu un diplôme national et un diplôme national supérieur en restauration et gestion hôtelière. Elle a ensuite obtenu des diplômes de troisième cycle en relations internationales et en paix et résolution des conflits à la National Open University of Nigeria[réf. nécessaire].

## Travail
Hafsat a commencé à travailler pour le ministère de la santé de Kaduna dans le cadre de son année de service. Elle est entrée au service de l'État en tant qu'officier 1 au New General Hospital (aujourd'hui Barau Dikko Hospital), à Kaduna. Elle a ensuite travaillé au Government House, à Kaduna, au National Teachers' Institute et à Albarka Airlines, d'où elle est passée en 2002 au secteur social et de la défense des droits. Son expérience dans le secteur social et non gouvernemental l'a amenée à occuper différents postes, d'abord comme coordinatrice d'État, Women and Youth Opinion Leaders Forum, Kaduna, et comme coordinatrice de projet, Jam'iyyar Matan Arewa, Kaduna, tous deux entre 2002 et 2006. À partir de 2006, au sein du National Council for Women Society, à Kaduna, elle a occupé les fonctions de coordinatrice de la recherche jusqu'en 2010, et de secrétaire adjointe jusqu'à sa nomination au poste de commissaire à la condition féminine, par le gouverneur Nasir Ahmad El-Rufa'i. Jusqu'à sa nomination, elle était conseillère consultante en matière de VIH/sida pour le programme radiophonique BBC World Service Trust depuis 2006 et conseillère en matière de promotion de l'égalité des sexes pour le PNUD depuis 2013. Hafsat a fondé l'Initiative mondiale pour les femmes et les enfants (GIWAC) à Kaduna en 2004 et l'a coordonnée depuis lors.

## Politique

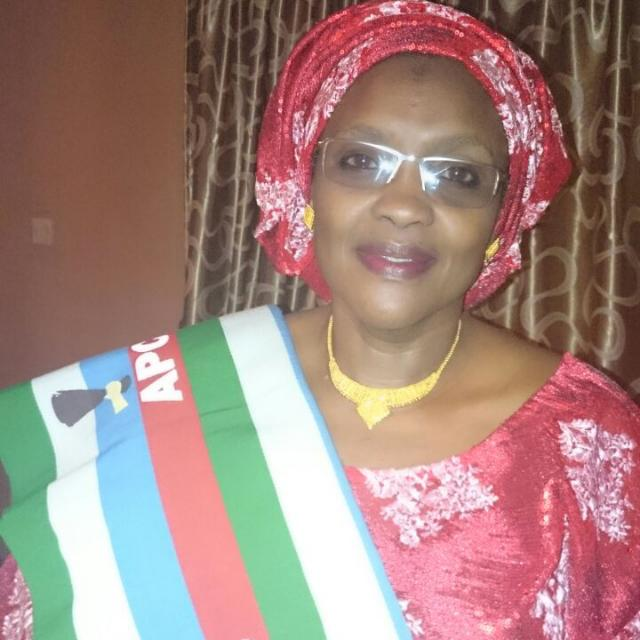
Hajiya Hafsat M. Baba.

Hafsat est une politicienne de base qui a commencé sa carrière politique avec le défunt APP/ANPP en tant que déléguée représentant Unguwan Sarki Ward de 1999 à 2002, et qui a gravi les échelons pour devenir trésorière du comité de campagne présidentielle, zone nord-ouest, tout en aspirant à devenir membre de la Chambre fédérale des représentants pour Kaduna North en 2007. Elle est devenue présidente de l'ANPP de l'État de Kaduna en 2012. Après avoir été membre du comité technique de l'ACN, elle a été la dirigeante nationale des femmes entre 2011 et 2013, et membre du comité de la convention de l'ACN. Lors de la fusion des partis politiques, pour former l'APC, Hafsat a été secrétaire du Comité national de paix et de réconciliation de l'APC pour le Nord-Est et membre du Comité de l'APC sur la conduite des primaires pour le poste de gouverneur dans l'État d'Adamawa, le tout en 2014. Hajiya aspire à représenter Kaduna North à la Chambre fédérale des représentants en 2015. Sur le plan politique, Hafsat a été membre fondateur et vice-présidente (Nord) du Women in Politics Forum.

## Activités non gouvernementales
Dans le cadre de son activisme social et de son travail humanitaire, Hafsat a participé à de nombreuses formations, conférences et ateliers. Des formations sur diverses questions liées aux femmes et aux droits des femmes, aux droits sociaux, à l'égalité des sexes, à la santé et au VIH/sida, aux droits de l'enfant, au leadership, aux médias sociaux, aux formations en matière de plaidoyer, entre autres. Ces formations ont été organisées tant au niveau local qu'international, notamment par l'UNFPA, l'USAID, OXFAM, l'IRI, le DFID, NURHI (Fondation Bill et Melinda Gates), le British Council, le NIPSS, etc.

## Prix et adhésions
Hafsat a été récompensé à de nombreuses reprises par plusieurs organismes. Elle a reçu le prix de l'Ambassadrice de la paix de l'Icône des organisations de jeunesse de la ceinture centrale. Elle a été récompensée pour sa contribution exceptionnelle au succès du programme ENR à Kaduna en 2012 ainsi qu'aux activités de génération de demande du NURHI à Kaduna en 2015. Hafsat a reçu un prix pour son leadership exceptionnel décerné par VORi et également par le Women Advancement Forum MDG en Afrique du Sud en 2013. La BBC et l'IFESH-USAID lui ont également décerné des prix en reconnaissance de sa contribution exemplaire aux programmes des organisations, en tant que conseillère sur le VIH/SIDA et dans le cadre des formations du Conseil régional sur la gestion et l'atténuation des conflits respectivement. Elle a reçu des prix du NCWS et de l'Initiative pour la stratégie du secteur social (ISSS) en 2006. Hafsat reste membre de plusieurs organisations. Il s'agit notamment de : l'Initiative mondiale pour les femmes et les enfants (GIWAC), le Conseil interconfessionnel des femmes (WIC), le Réseau de protection de l'enfance (CPN), le Réseau démocratique des femmes (WDN) de Washington DC, les Femmes pour l'équité et la justice au Nigéria, le Forum des femmes en politique (WIPF), le Groupe central de plaidoyer (ACG NURHI), l'Équipe de plaidoyer pour l'espacement des naissances (C-SAT) et le Mouvement pour un avenir meilleur.

## Projets
Hafsat a exécuté un certain nombre de projets, notamment les projets de planification familiale/espacement des naissances de NURHI ; le programme Roll Back Malaria de la Society for Family Health (SFH) ; le projet d'eau et d'assainissement de l'Union européenne (UE) ; les fonds I et II du Comité d'action de l'État de Kaduna sur le VIH/SIDA (KADSACA) ; la coordination du microcrédit de l'ambassade du Japon pour les zones touchées par le conflit dans les États du Plateau et de Kaduna ; pour le Centre pour le programme de santé intégré (CiHP), le soutien éducatif aux orphelins et aux enfants et l'acquisition de compétences pour les femmes vivant avec le VIH/SIDA. Elle a également bénéficié du projet d’aide à la lutte contre le VIH/SIDA de la Banque mondiale, en collaboration avec le Comité d’action de l’État de Kaduna sur le VIH/SIDA. Ces projets ont un impact direct sur la société et constituent les fonctions principales du ministère des Affaires féminines et du Développement social.

## Vie personnelle
Hafsat est mariée avec cinq enfants.